# Nørre Vosborg
Nørre Vosborg (tidligere Wosborg) er en herregård syd for Vemb i Ulfborg Sogn, Holstebro Kommune, Region Midtjylland, tidligere Ulfborg Herred, Ringkøbing Amt.
Nørre Vosborg blev grundlagt omkring 1575 og omfatter et firefløjet anlæg med tilhørende avlsgård. Hovedgårdens bygninger stammer fra de fire århundreder fra 1500-tallet til 1800-tallet. Til gården hører 216 hektar land.
Herregården blev i 2004 erhvervet af ejendomsselskabet Realea A/S og restaureret. Restaureringen blev afsluttet i april 2008. Nørre Vosborg er nu indrettet som hotel og kultursted med restaurant, cafe og kursus- og festlokaler.

## Historie
Første gang gården omtales er som "Osborg" eller "Fosborg" i 1299, hvor den tilhørte Erik Menved og lå lidt syd-vest for den nuværende hovedgård. Placeringen var stategisk gunstig ved Storåens udmunding i Nissum Fjord og tæt på den gamle oksedrivervej gennem Jylland.
Fra omkring 1340 ejede herremanden Niels Bugge gården og Hald Hovedgård ved Viborg.
Et sagn fortæller, at Niels Bugge lod en engelsk bygmester opføre et tårn på Vosborg. Da tårnet var fuldført og bygmesteren rejste, kom Niels Bugge til at tvivle på, om bygningen var bygget forsvarligt. Han lod da en af sine svende ride efter bygmesteren. Han skulle råbe til ham: Mester, mester, tårnet hælder! Hvis bygmesteren vendte sig om for at se efter, skulle svenden hugge ham ned. Bygmesteren vendte sig ikke om, men sagde i stedet: Vist hælder tårnet ikke. Men der skal komme en mand fra vest i en grå (eller blå) kappe, og han skal få tårnet til at hælde. En del år senere trængte Vesterhavet ind til Vosborg og ødelagde stedet.
Vosborg blev ødelagt ved en stormflod muligvis i 1593. Det nuværende Nørre Vosborg var allerede påbegyndt længere inde i landet. Intet tyder dog på, at det gamle Vosborg havde et tårn.
Niels Bugge blev myrdet i Middelfart i 1359 på hjemvejen fra et møde med kong Valdemar Atterdag sandsynligvis pga. hans og andre jyske herremænds opposition mod kongen.
Herregården blev konfiskeret af kongen, men blev givet tilbage til slægten Bugge i 1375 af Dronning Margrethe 1. Vosborg forblev i slægtens eje indtil ca. 1400, hvor Podebuskfamilien – en kongetro adelsslægt fra Rügen – overtog den.
Godset Vosborg blev i 1551 delt i forbindelse med en arv. Den ene del gik til ægteparret Jytte Podebusk og Knud Gyldenstjerne, den anden del gik til Gregers Holgersen Ulfstand, en nevø til Jytte Podebusk. Gregers Holgersen Ulfstand opførte en ny herregård sydøst for det oprindelige Vosborg. Den nye herregård fik navnet Sønder Vosborg, den gamle kaldtes Nørre Vosborg. Sønder Vosborg blev omkring år 1600 flyttet længere ind i landet, hvor det ligger i dag i skikkelse af en almindelig landbrugsejendom med en voldgrav.
Gyldenstjerne-huset (østfløj, 1575)
Det har i lang tid været troet at det såkaldte "Gyldenstjerne-hus" blev opført af Knud Henriksen Gyldenstjerne i 1552. Dendrokronologiske analyser af tagkonstruktionen har dog vist at taget ikke kan været bygget før 1575, 15 år efter Gyldenstjernes død. Huset havde oprindeligt en portgennemgang, som blev lukket i 1797. Forskellige spor kunne tyde på, at der vest for Gyldenstjerne-huset har ligget en tilsvarende to etagers stenhus, som var forbundet med det med mure og i sin helhed dannede en lukket gårdsplads.
Ide Lange-huset (nordfløj, 1642) 
I 1642 blev der opført en beskeden nordfløj i sort optrukket bindingsværk.
De Linde-huset (vestfløj, 1770)
Linde de Leth slægten ejede Nørre Vosborg fra 1706 til 1787, hvor bondesønnerne brødrene Søren og Peder Tang overtog gården. Inden da opføres vestfløjen i barokstil i 1770 på fundamentet af et tidligere stenhus. 1790 opføres et porttårn som afslutning af gårdspladsen mod øst.
Tang-huset (sydfløj, 1839)
Sydfløjen blev opført i 1839 af Andreas Evald Meinert Tang i nyklassicistisk stil. Sydfløjen blev anlæggets hovedbygning med hovedindgangen. I 1862 blev den forlænget mod øst med en nygotisk forbindelsesfløj mod Gyldenstjerne-huset.
H.C. Andersen boede på herregården i 1859 fra den 5. juli til den 20. juli. I Historie fra Klitterne ses, at H.C. Andersen må være blevet meget inspireret af Tangs fortællinger og hans udflugt til Husby Klit.
Vosborglille (1853)
Villaen blev opført af Andreas Evald Meinert Tang i 1853 til sin ældre broder, der havde været præst.
Nørre Vosborg forblev i Tang-familien og beslægtede familiers eje indtil 2004, hvor Realdania Byg erhvervede gården.

## Billeder
- Gyldenstjernefløjen med bro over voldgraven
- Hovedtrappen i de Linde-huset
- Forbindelsesfløjen mellem Tang-huset og Gyldenstjernefløjen
- Tang-huset
- "Vosborglille" fra 1853. Opført i Andreas Ewald Meinert Tang's ejertid og opført som bolig til Tang's ældste bror.
- Porttårnet opført i 1790 i Peder Tang's ejertid.
- Porten med Tang-huset i baggrunden.
- Tidligere forvalterbolig udenfor voldgraven.
- Etatsråd Andreas Evald Meinert Tang.
- Kalkmaleri i det tidligere kapel.

## Ejere af Nørre Vosborg
- 1200-tallet i kronens eje
- indtil 1358 Niels Bugge
- (1358-1388) Niels Bugges enke, Ingeborg Petersdatter Vendelbo
- (1388-1390) Kirsten Nielsdatter Bugge og Niels Vendelbo
- (1390-1399) Ellen og Christen Vendelbo
- (1399-1430) Ingeborg og Preben Podebusk
- (1430-1475) Klaus Podebusk
- (1475-1541) Predbjørn Podebusk
- (1548-1565) Jytte og Knud Henriksen Gyldenstierne
- (1565-1616) Predbjørn Gyldenstjerne
- (1616-1626) Knud Gyldenstjerne
- (1626-1634) Jens Juel
- (1634-1649) Jens Juels enke, Ide Lange
- (1649-1673) Maren og Ove Bielke
- (1673-1687) Joachim Frederik Vind
- (1688-1700) Christence Dyre og Herman Frantz von Schwanewede
- (1700-1706) bortforpagtet til Simon Andersen
- (1706-1710) Maren Linde og Niels de Leth
- (1710-1746) Maren Linde de Leth
- (1746-1754) Sophie og Henrik Johan de Leth (I)
- (1754-1757) Sophie de Leth
- (1757-1778) Marie og Christen Linde de Leth
- (1778-1779) Henrik Johan de Leth (II)
- (1779-1787) Christen Linde Friedenreich
- (1787-1789) Brødrene Søren og Peder Tang
- (1789-1797) Peder Tang
- (1797-1814) Marie Kathrine og Niels Kjær Tang
- (1814-1824) Marie Kathrine og Conrad Daniel Koefoed
- (1824-1868) Marie Elise og Andreas Evald Meinert Tang
- (1868-1877) Marie Elise Tang
- (1877-1881) Christine og Henrik Stampe Valeur
- (1881-1923) Christine Stampe Valeur
- (1923-1931) Anna og Andreas Tang Barfoed
- (1931-1946) Andreas Tang Barfoed
- (1946-1966) Margrethe og Janus F. Krarup
- (1966-1970) Margrethe Krarup
- (1970-2004) Kirsten og Henrik Haubroe
- (fra 2004) Ejendomsselskabet Realdania Byg (tidligere Realea A/S)

## Satellitfoto
- Nørre Vosborg på Wikimapia